# 张要先乡
张要先乡是中国陕西省榆林市定边县下辖的一个乡。

## 行政区划
张要先乡下辖以下行政区：
张要先村、高台村、耿塬村、芦梁村、罗塬村、塘掌村、王塬村、邢梁村、张塬村、伙场塬村、贾塬村、罗渠村、马塬村、沙塬村、五马台村